# Championnat d'Afrique des nations féminin de handball 1987
Navigation
Angola 1985 Algérie 1989
La 7e édition du Championnat d'Afrique des nations féminin de handball a eu lieu à Rabat (Maroc) du 3 au 12 juillet 1987. Le tournoi réunit les meilleures équipes et féminines de handball en Afrique et se déroule en même temps que le tournoi masculin.
La Côte d'Ivoire remporte son premier titre dans la compétition en s'imposant en finale face au Cameroun. La RP Congo, quadruple tenante du titre, doit se contenter de la troisième place.

## Qualifiés
Dix équipes étaient initialement qualifiées : 1. Congo ; 2. Côte d'Ivoire; 3. Cameroun ; 4. Nigeria ; 5. Angola ; 6. Tunisie ; 7. Gabon ; 8. Egypte ; 9. Ghana ; 10. Maroc.
En conséquence du forfait des équipes du Nigeria (Poule A) et du Ghana (Poule B), les organisateurs de la compétition ont modifié le programmes de quelques rencontres.

## Résultats
Modalités : 3 points pour une victoire, 2 points pour un match nul et 1 point pour une défaite .

### Phase préliminaire

#### Poule A
|   | Équipe   | Pts | J | G | N | P | Bp | Bc | Diff |
| - | -------- | --- | - | - | - | - | -- | -- | ---- |
| 1 | RP Congo | 9   | 3 | 3 | 0 | 0 | 51 | 33 | 18   |
| 2 | Tunisie  | 7   | 3 | 2 | 0 | 1 | 47 | 44 | 3    |
| 3 | Égypte   | 5   | 3 | 1 | 0 | 2 | 35 | 43 | -8   |
| 4 | Gabon    | 3   | 3 | 0 | 0 | 3 | 32 | 45 | -13  |

| Date                    | Équipe 1 | Score          | Équipe 2 |
| ----------------------- | -------- | -------------- | -------- |
| samedi 4 juillet 1987   | RP Congo | 17 – 9         | Égypte   |
| dimanche 5 juillet 1987 | Égypte   | 14 – 15 (6-8)  | Tunisie  |
| lundi 6 juillet 1987    | Gabon    | 10 – 19 (8-12) | Tunisie  |
| mardi 7 juillet 1987    | RP Congo | 14 – 11        | Gabon    |
| mercredi 8 juillet 1987 | RP Congo | 20 – 13        | Tunisie  |
| mercredi 8 juillet 1987 | Égypte   | 12 – 11        | Gabon    |

#### Poule B
|   | Équipe        | Pts | J | G | N | P | Bp | Bc | Diff |
| - | ------------- | --- | - | - | - | - | -- | -- | ---- |
| 1 | Cameroun      | 8   | 3 | 2 | 1 | 0 | 66 | 42 | 24   |
| 2 | Côte d'Ivoire | 7   | 3 | 2 | 0 | 1 | 61 | 51 | 10   |
| 3 | Angola        | 6   | 3 | 1 | 1 | 1 | 71 | 52 | 19   |
| 4 | Maroc         | 3   | 3 | 0 | 0 | 3 | 23 | 76 | -53  |

| Date                    | Équipe 1 | Score          | Équipe 2      |
| ----------------------- | -------- | -------------- | ------------- |
| samedi 4 juillet 1987   | Angola   | 22 – 25        | Côte d'Ivoire |
| dimanche 5 juillet 1987 | Maroc    | 9 – 21 (1-10)  | Côte d'Ivoire |
| lundi 6 juillet 1987    | Maroc    | 7 – 29 (3-21)  | Angola        |
| lundi 6 juillet 1987    | Cameroun | 20 – 15 (12-6) | Côte d'Ivoire |
| mardi 7 juillet 1987    | Maroc    | 7 – 26         | Cameroun      |
| mercredi 8 juillet 1987 | Cameroun | 20 – 20        | Angola        |

### Phase finale
Les résultats de la phase finale, disputée dans la salle Ibn Yassine de Rabat, sont :
|  | Demi-finales                    | Demi-finales                    |                        |         | Finale                   | Finale                   |
|  | Demi-finales                    | Demi-finales                    |                        |         | Finale                   | Finale                   |
|  |                                 |                                 |                        |         |                          |                          |
|  | vendredi 10 juillet 1987, 18h30 | vendredi 10 juillet 1987, 18h30 |                        |         | dimanche 12 juillet 1987 | dimanche 12 juillet 1987 |
|  | vendredi 10 juillet 1987, 18h30 | vendredi 10 juillet 1987, 18h30 |                        |         | dimanche 12 juillet 1987 | dimanche 12 juillet 1987 |
|  | Côte d'Ivoire                   | 18 (7)                          |                        |         | dimanche 12 juillet 1987 | dimanche 12 juillet 1987 |
|  | Côte d'Ivoire                   | 18 (7)                          |                        |         | dimanche 12 juillet 1987 | dimanche 12 juillet 1987 |
|  | RP Congo                        | 17 (10)                         |                        |         | dimanche 12 juillet 1987 | dimanche 12 juillet 1987 |
|  | RP Congo                        | 17 (10)                         | Côte d'Ivoire          | 16 (7)  |                          |                          |
|  | vendredi 10 juillet 1987, 20h45 |                                 | Côte d'Ivoire          | 16 (7)  |                          |                          |
|  |                                 | Cameroun                        | 13 (10)                |         |                          |                          |
|  | Cameroun                        | Cameroun                        | 13 (10)                | 18 (11) |                          |                          |
|  | Cameroun                        |                                 |                        | 18 (11) |                          |                          |
|  | Tunisie                         | 15 (7)                          |                        |         |                          |                          |
|  | Tunisie                         | 15 (7)                          | Match pour la 3e place |         |                          |                          |
|  |                                 |                                 |                        |         |                          |                          |
|  | samedi 11 juillet 1987          |                                 |                        |         |                          |                          |
|  |                                 |                                 |                        |         |                          |                          |
|  | RP Congo                        | 20                              |                        |         |                          |                          |
|  | RP Congo                        | 20                              |                        |         |                          |                          |
|  | Tunisie                         | 16                              |                        |         |                          |                          |
|  | Tunisie                         | 16                              |                        |         |                          |                          |

En finale, les meilleurs marqueuses sont N'Doga côté Cameroun avec 6 buts et Dédjohanne Amly côté Côte d'Ivoire avec 8 buts.

### Matchs de classement
| Match                  | Date                   | Équipe 1 | Score   | Équipe 2 |
| ---------------------- | ---------------------- | -------- | ------- | -------- |
| Match pour la 5e place | samedi 11 juillet 1987 | Angola   | 20 – 17 | Égypte   |
| Match pour la 7e place | samedi 11 juillet 1987 | Gabon    | 22 – 12 | Maroc    |

## Bilan

### Classement final
| Rang                        | Pays          | Pts     | J       | G       | N       | P       | Bp      | Bc      | Diff    | Statut                    |
| --------------------------- | ------------- | ------- | ------- | ------- | ------- | ------- | ------- | ------- | ------- | ------------------------- |
| Médaille d'or, Afrique      | Côte d'Ivoire | 13      | 5       | 4       | 0       | 1       | 95      | 81      | +14     | Vainqueur                 |
| Médaille d'argent, Afrique  | Cameroun      | 12      | 5       | 3       | 1       | 1       | 97      | 73      | +24     | Finaliste                 |
| Médaille de bronze, Afrique | RP Congo      | 13      | 5       | 4       | 0       | 1       | 90      | 67      | +23     | Demi-finaliste            |
| 4e                          | Tunisie       | 9       | 5       | 2       | 0       | 3       | 78      | 84      | -6      | Demi-finaliste            |
| 5e                          | Angola        | 9       | 4       | 2       | 1       | 1       | 91      | 69      | +22     | Éliminé en phase de poule |
| 6e                          | Égypte        | 6       | 4       | 1       | 0       | 3       | 52      | 63      | -11     | Éliminé en phase de poule |
| 7e                          | Gabon         | 6       | 4       | 1       | 0       | 3       | 54      | 57      | -3      | Éliminé en phase de poule |
| 8e                          | Maroc         | 4       | 4       | 0       | 0       | 4       | 35      | 98      | -63     | Éliminé en phase de poule |
| -                           | Ghana         | Forfait | Forfait | Forfait | Forfait | Forfait | Forfait | Forfait | Forfait | Forfait                   |
| -                           | Nigeria       | Forfait | Forfait | Forfait | Forfait | Forfait | Forfait | Forfait | Forfait | Forfait                   |

La Côte d'Ivoire est ainsi qualifiée pour les Jeux olympiques 1988 et le Championnat du monde B 1987.
La liste des équipes reléguées dans le Championnat d'Afrique des nations B n'est pas connue.

### Distinctions
Après un sondage de la presse africaine, les distinctions suivantes ont été décernées :
- meilleures joueuses :

1. Fahima Ben Cherifa ,  Tunisie
2. Loubassri,  RP Congo
3. Bala,  Cameroun

- meilleures gardiennes de buts

1. Kant Shoum,  Cameroun
2. Hervo,  Gabon
3. Fethia,  Égypte